# Lignerolle
Pour l’article ayant un titre homophone, voir Lignerolles.
Lignerolle est une commune suisse du canton de Vaud, située dans le district du Jura-Nord vaudois.

## Géographie

### Localisation
Le centre de Lignerolle est situé à 760 mètres d'altitude et à 6 km à vol d'oiseau d'Orbe (Vaud) et à 14 km du chef-lieu de district Yverdon-les-Bains. La commune, d'une superficie de 10,6 km2, est située sur le versant sud du Suchet au nord de la vallée de l'Orbe. Le point le plus haut de la commune est à 1 415 mètres d'altitude, au Bel Coster. La Bessonaz est un lieudit de Lignerolle situé à 1 090 mètres d'altitude.
Le territoire communal est placé en partie sur le Jura vaudois et s'étend au nord-ouest vers le pied du massif, dans une région boisée (Les Fourmillières et Montoulevet) ou se trouvent les hauts-pâturages caractérisés par des épicéas. Au sud-ouest, le territoire communal atteint la rivière de l'Orbe qui coule dans une profonde vallée.
En 1997, 4 % du territoire est constitué de terrain constructible et 47 % de forêts ; les 49 % restants sont consacrés à l'agriculture.
Les communes voisines de Lignerolle sont Ballaigues, Les Clées et L'Abergement dans le canton de Vaud et Jougne en France voisine.

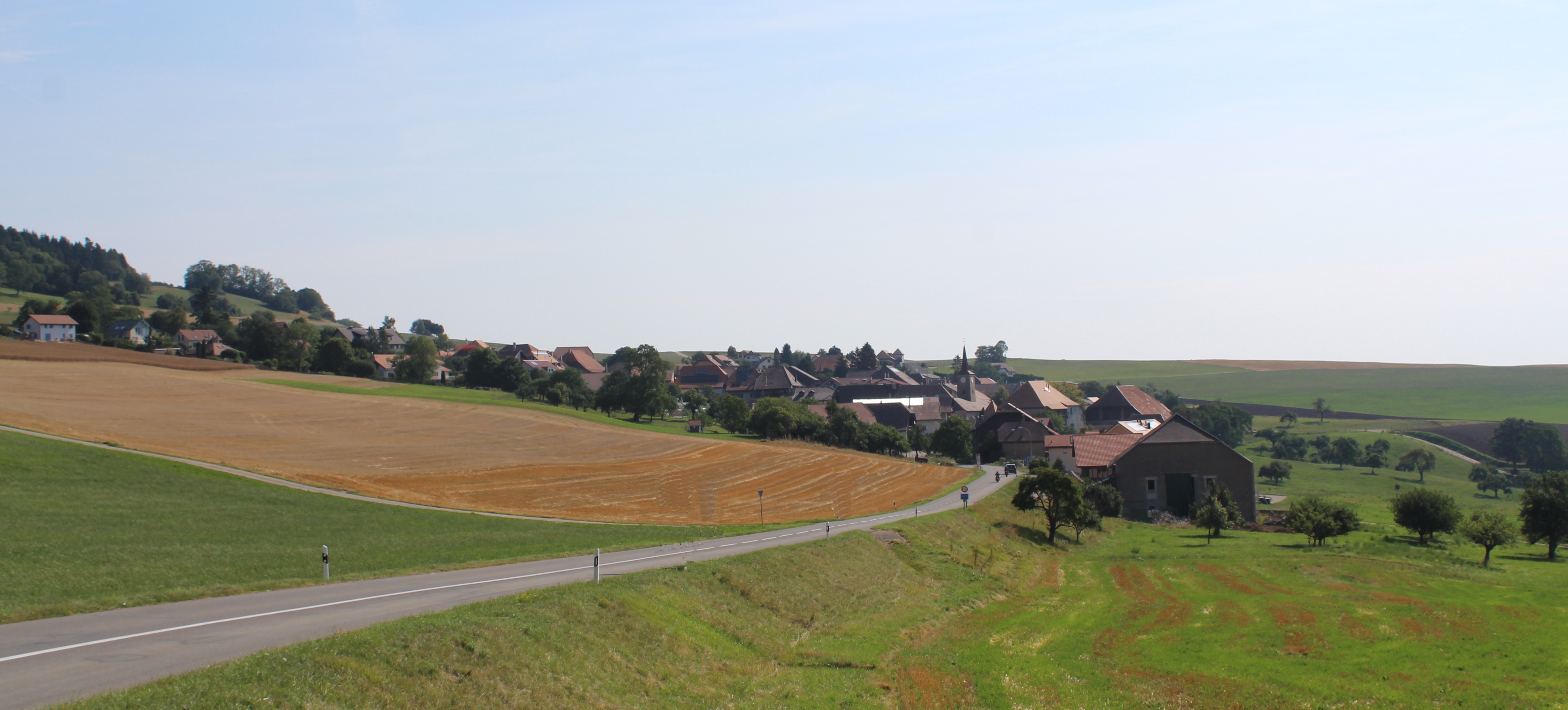
Panorama de Lignerolle niché au pied du Suchet.

## Histoire
La première mention écrite de Lignerolle apparaît en 1160 sous la forme Lineroles. Au Moyen Âge, Lignerolle appartenait à la seigneurie des Clées. En 1536, Lignerolle est intégrée par la force à la Confédération et elle fera partie du bailliage d'Yverdon jusqu'à la création de la république helvétique en 1798. De 1798 à 2006, Lignerolle appartint au district d'Orbe.

### Les bornes frontière de Lignerolle
Les bornes frontière entre Lignerolle et la France

## Politique
La commune de Lignerolle est dotée d'une municipalité de cinq membres (exécutif) et d'un conseil communal de vingt-cinq membres (législatif), tous deux élus au suffrage universel pour une période de cinq ans. Les élections se déroulent selon le système majoritaire.

## Population

### Gentilé et surnom
Les habitants de la commune se nomment les Lignerollois.
Ils sont surnommés les Bœufs,.

### Démographie
Les habitants sont francophones à 94,6 %, italophones à 0,9 % et germanophones à 3,0 %. La population s'élevait à 308 habitants en 1900. La commune n'enregistrait plus que 262 habitants en 1980 et enregistre depuis une forte augmentation de sa population.

## Économie
Lignerolle était marqué principalement par l'agriculture jusqu'à la deuxième moitié du XXe siècle. Aujourd'hui, la production laitière, l'agriculture et la sylviculture prédominent dans la structure de la population active. De petites entreprises locales fournissent également quelques emplois. Beaucoup d'actifs sont des travailleurs pendulaires, qui travaillent notamment à Orbe et Yverdon-les-Bains.

## Transports
La commune est facilement accessible par une route principale depuis Orbe, Vallorbe ou encore depuis le col de Jougne en direction de Pontarlier (France). Avec l'ouverture de l'autoroute A9 en 1989, le centre du village a été déchargé d'un important trafic en transit. La société de bus TRAVYS dessert régulièrement la commune sur la ligne Orbe-Vallorbe.

## Patrimoine bâti
Le château de Lignerolle est en fait une maison fortifiée, construite au XVIIe siècle.
L'ancienne église Saint-Vit, probablement construite au IXe siècle, est attestée par les documents dès 1228. Le chœur est couvert d'une voûte d'ogives vers 1400. Le portail occidental et les voûtes d'ogives de la nef sont édifiées dans le troisième quart du XVe siècle. Adjonction de la chapelle sud du chœur dans le premier tiers du XVIe siècle. Sur la quatrième travée de la nef, on a construit la tour du clocher vers le milieu du XVIe siècle, celle-ci est surélevée en 1696 par Daniel Thiébaud, puis à nouveau en 1741. Création de nouvelles fenêtres au XVIIIe siècle. Restauration 1950-1952. Vitrail de 1952 par Jean Gagnebin. Note 2 au recensement architectural du canton de Vaud, soit "Intérêt régional".

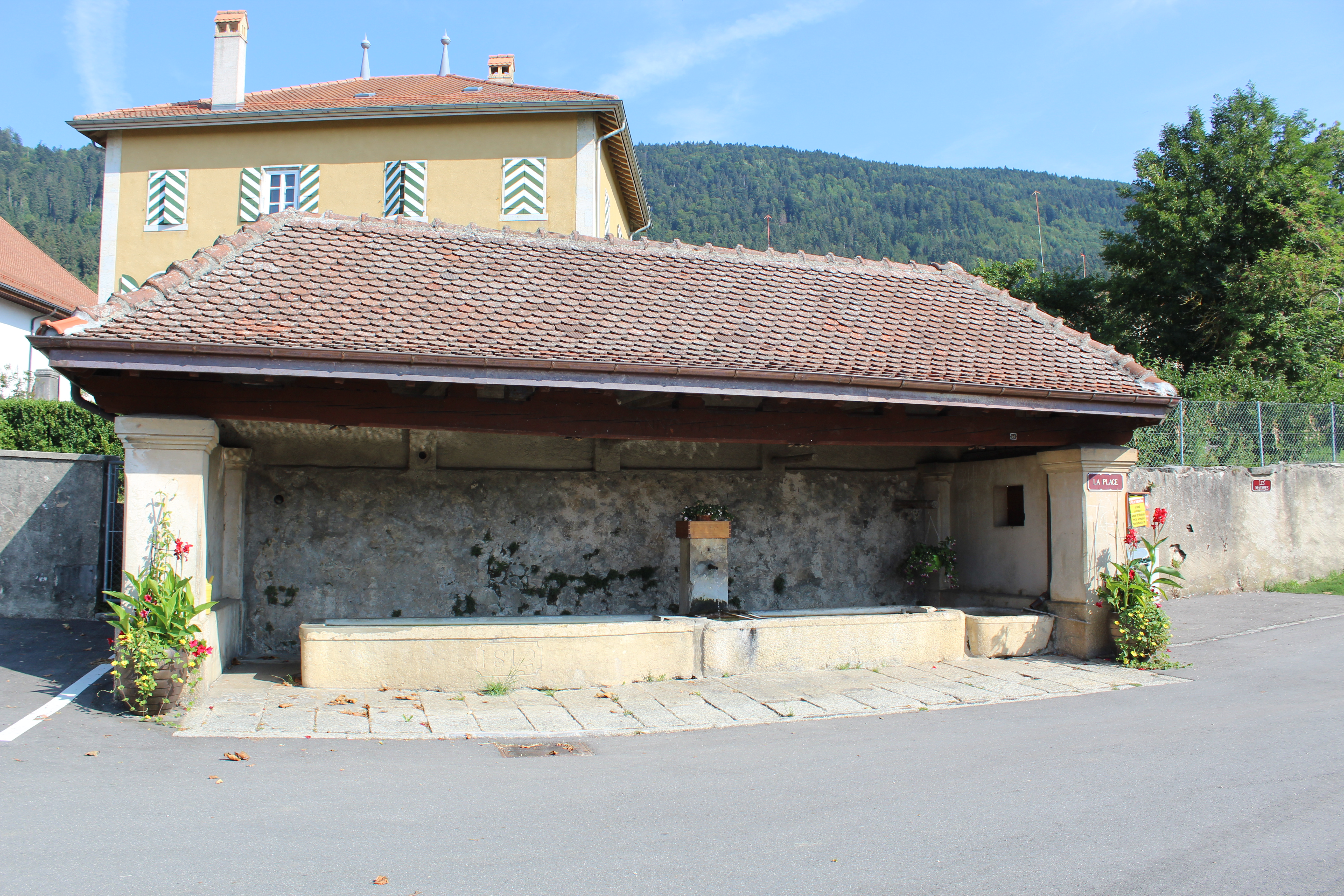
La fontaine-lavoir.

## Personnalités liées à la commune
- Charles Morel, journaliste et professeur d'université suisse, né à Lignerolle.
- Jacques Nicolet, agriculteur, municipal, Conseiller national 2015-2019.